# Asota intermissa
Asota intermissa är en fjärilsart som beskrevs av Rothschild 1897. Asota intermissa ingår i släktet Asota och familjen nattflyn. Inga underarter finns listade i Catalogue of Life.